# SN 1982I
SN 1982I – niepotwierdzona supernowa odkryta 21 czerwca 1982 roku w galaktyce E285-G10. W momencie odkrycia miała maksymalną jasność 18,50m.